# Бояринов, Пётр Александрович
Пётр Александрович Бояринов (25 декабря 1901, Дмитриево — 1981, Ленинград) — полковник ВС СССР, начальник Челябинского автотракторного артиллерийско-технического училища в 1944—1949 годах.

## Биография
Родился 25 декабря 1901 года в посёлке Дмитриево. Окончил технико-мануфактурное училище в 1917 году и один курс Политехнического института в 1920 году. В феврале 1920 года призван в РККА, службу проходил в 31-м Западном полку. Окончил автотехнические курсы в 1920 году и инженерный факультет Высшей автобронешколы в 1921 году. Участник подавления Кронштадтского восстания. В 1923 году окончил технический класс Автомотоинженерной академии, проходил службу в 1923—1924 годах в Западно-Сибирском военном округе в должности помощника командира 18-го автоотряда, позже — начальник школы автопарка округа. В 1924—1927 годах — командир взвода, позже командир роты 2-го автомотополка Ленинградского военного округа. С 1927 года — командир учебного взвода и роты Ленинградских бронетанковых курсов, работал сотрудником для поручений, преподавателем и начальником отделения слушателей. Член ВКП(б) с 1931 года.
На фронте Великой Отечественной войны с первых дней. Служил в составе 9-го танкового корпуса на посту старшего помощника начальника оперативного отдела штаба и заместителя командира 23-й танковой бригады (с 1 августа по 31 октября 1942 года). Командир 8-й мотострелковой бригады с 28 апреля по 15 декабря 1942 года, после гибели командира бригады полковника Харлампия Шешукова снова принял командование бригадой.
С 15 по 19 июля 1943 года бригада под командованием Бояринова участвовала в боях за Бузулук и Малоархангельск, выдержав 6 контратак противника, уничтожив до 1200 солдат и офицеров противника, подбив 25 пушек и миномётов, 18 лёгких и тяжёлых пулемётов, а также 4 тяжёлых штурмовых орудия. 2 августа командир был контужен после того, как авиация противника совершила налёт на боевые порядки и командный пункт корпуса. С 18 по 20 октября 1943 года Бояринов вёл бои по расширению плацдарма на правом берегу Днепра, с 28 по 29 октября отбивал занятую немцами стратегически важную деревню Липняки. За период этих боёв 8-я мотострелковая бригада уничтожила 1036 солдат и офицеров противника, 15 лошадей, 48 винтовок и автоматов, 28 лёгких и станковых пулемётов, 14 орудий, 3 танка, 6 грузовых автомашин, 6 мотоциклов, 1 самолёт, 7 миномётов и одну рацию. Также были захвачены 6 лошадей и один пулемёт.
В августе 1942—1943 годах полковник Бояринов окончил курсы Военной механизации и моторизации РККА и ускоренный курс Военной академии имени М. В. Фрунзе. С августа 1944 года — начальник училища автотракторных техников артиллерии в Челябинске (позже переименовано в Челябинское высшее военное автомобильное командно-инженерное училище), с апреля 1949 года — заместитель начальника Высшей офицерской автомобильной школы в Ленинграде.
27 января 1951 года окончил службу. и ушёл в отставку по болезни, проживал в Ленинграде. Умер в 1981 году.

## Награды
- Орден Ленина[7] (30 апреля 1945)[8] — за долголетнюю и безупречную службу в Красной Армии[9]
- Орден Красного Знамени[7]:
  - 12 августа 1943 — за образцовое выполнение боевых заданий Командования на фронте борьбы с немецкими захватчиками и проявленные при этом доблесть и мужество[2]
  - 30 ноября 1943 — за образцовое выполнение боевых заданий Командования на фронте борьбы с немецкими захватчиками и проявленные при этом доблесть и мужество (представлялся к Ордену Отечественной войны I степени)[6]
  - 3 ноября 1944 — за долголетнюю и безупречную службу в Красной Армии[10]
  - 17 мая 1951[8]
- Медаль «За победу над Германией в Великой Отечественной войне 1941—1945 гг.» (9 мая 1945)[8]
- иные медали[7]